# Place Delorme
La place Delorme, est une place de Nantes, en France, réalisée à la fin du XVIIIe siècle.

## Situation et accès
Située dans le centre-ville de Nantes, la place Delorme est une place carrée, située dans le prolongement du boulevard Gabriel-Guist'hau qui occupe son côté nord-ouest. Elle est également desservie, à chacun de ses angles, par la rue Camille-Berruyer au nord, la rue du Calvaire à l'est, la rue Franklin au sud et la rue Copernic à l'ouest.

## Origine du nom
Son nom rend hommage à Thibault-François de l'Orme (ou à son fils), commissaire de district en 1793.

## Historique
Vers 1787, Nicolas de l'Orme, vérificateur des comptes des domaines du Roi, cède un terrain de « 60 000 pieds », la tenue de la Grille, à la ville pour la création d'un quartier neuf. Sur la nouvelle place, de l'Orme fait construire un bâtiment, qui est une salle de réunion pour un club. Le tribunal révolutionnaire de Nantes y trouve refuge en 1793 lors de l'épidémie de Typhus. En 1797, la maison devient salle de concert et corps de garde. C'est là que la Garde nationale offre un « repas civique » à l'occasion du passage dans la ville de l'armée d'Italie après le traité de Campo-Formio.
Selon Alfred Lallié, sur la place Delorme se serait située la prison Mirabeau, où 83 prostituées auraient été emprisonnées avant d’être noyées entre 1793 et 1794.
La place est tout d'abord baptisée Mirabeau, puis la Montagne, puis, en 1795, à la demande de Nicolas de l'Orme et de son épouse née Perrine Brée, principaux donateurs des terrains nécessaire à l'édification du quartier, elle prend le nom de leur fils Thibault-François de l'Orme, commissaire du district de Nantes, tué au Petit-Mars le 10 mars 1793, lors d'un soulèvement de paysans (Édouard Pied affirme que la demande émanait de Thibault-François de l'Orme lui-même le 8 floréal an III - soit 27 avril 1795 - en hommage à son propre fils, tandis selon le marquis de Goué, Delorme aurait été battu à mort à coup de bâton au Saint-Mars-du-Désert et non au Petit-Mars).
En 1816, la place Delorme n'est pas encore pavée lorsque la construction du boulevard Delorme commence.
À la fin du XIXe siècle, une statue en pied du docteur Ange Guépin est élevée sur la partie nord-ouest de la place. Détruite lors de la Seconde Guerre mondiale, elle est remplacée par un buste du même Guépin.

## Bâtiments remarquables et lieux de mémoire
La statue en bronze d'Ange Guépin, œuvre de Charles-Auguste Lebourg, est dressée le 14 juillet 1893. Lors de la Seconde Guerre mondiale, les Allemands abattent le monument pour en récupérer le métal : la statue est fondue. Cinq semaines après la Libération de Nantes, la fédération des Amicales des écoles laïques chargent Benon de sculpter un buste de Guépin dans la pierre. Elle est installée le 24 septembre 1944. Blanche à l'origine, la sculpture prend une couleur bronze après avoir été couverte d'encre lors d'une manifestation.
Au no 1 de la place se situe l'immeuble occupé par la famille de l'Orme à l'origine, et également à la fin du XIXe siècle par le cabinet Émile Libaudière, architecte-céramiste de la brasserie La Cigale. Ce bâtiment néo-classique de la fin du XVIIIe siècle, construit sur les plans de l'architecte nantais Mathurin Crucy (comme celui du no 2), respecte l'architecture des constructions érigées alors autour de la place : le rez-de-chaussée est surmonté d'un entresol à refends, il y a deux étages, le toit est fait d'ardoises.